# Club Olimpia
 (juin 2019).
Si vous disposez d'ouvrages ou d'articles de référence ou si vous connaissez des sites web de qualité traitant du thème abordé ici, merci de compléter l'article en donnant les références utiles à sa vérifiabilité et en les liant à la section « Notes et références ».
Maillots
Actualités
Le Club Olimpia est un club omnisports paraguayen, qui est basé à Asuncion et fondé en 1902.
C'est à la fois le doyen et le plus grand club de football du Paraguay que ce soit au niveau national avec ses 45 titres de champion ou international en tant que vainqueur de la Copa Libertadores à trois reprises, en 1979, 1990 et 2002.

## Historique

### Fondation
Club Olimpia est le plus vieux club de football au Paraguay. Il fut fondé le 25 juillet 1902 par le néerlandais William Paats, aidé des Paraguayens Sila Godoy, Fernando S. Pascual, Gustavo M. Crovatto, Héctor Cabañas, Juan Rodi, Antonio Pedraza, Luis Marecos, Juan Mara et Genaro Gutierréz Yegros. L'acte de fondation fut écrit dans la maison familiale des Rodi, située à l'angle des rues Azara et Independencia Nacional dans le centre-ville d'Asuncion. Trois noms fut proposés pour le club : Paraguay (proposé par Rodi), Esparta et Olimpia (proposés par Paats). Finalement, la décision revint à William Paats qui choisit Club Olimpia comme nom officiel, en l'honneur de la cité grecque d'Olympie, berceau des Jeux olympiques. Le Noir et le Blanc furent choisis comme couleurs officielles de l'Olimpia, mot inscrit sur le devant du maillot. Olimpia dispute son premier match officiel un an plus tard, contre Guaraní, le 25 novembre 1903.

### Les jeunes années (1902-1950)
Le premier championnat national du Paraguay fut joué en 1906 après la fondation de l'Asociación Paraguaya de Fútbol. Le premier titre pour l'Olimpia fut gagné en 1912, en battant le Club Sol de América en finale. La même année, le plus grand rival de l'Olimpia, le Cerro Porteño fut fondé. Après quelques titres obtenus lors des années 1910, l'Olimpia marque les esprits en devenant le premier club paraguayen a remporté trois championnats consécutifs, en 1927, 1928 et 1929. Il répètera cet exploit en 1936, 1937 et 1938. Les années 1940 vont être plus difficiles, le club étant même sauvé de la relégation en 1940 grâce à une modification du règlement bloquant les montées et les descentes. On note tout de même un redressement en fin de décennie, avec deux titres glanés en 1947 et 1948.

### Le début de la domination (1950-1975)
Après des années 1940 moins fructueuses, les années 1950 vont marquer le début de la domination de l'Olimpia sur le Championnat paraguayen, avec l'arrivée au poste de président de Manuel Ferreira au milieu de la décennie. Durant sa présidence, un nouveau stade est construit : l'Estadio Manuel Ferreira. Mais la meilleure chose réalisée par Ferreira fut le recrutement de plusieurs joueurs clés, qui feront gagner au club 5 championnats consécutifs entre 1956 et 1960, terminant même invaincus en 1959. Le club obtient également ses premiers succès sur la scène internationale, avec une finale lors de la première édition de la Copa Libertadores en 1960, perdue face aux Uruguayens du Peñarol. Ironie de l'histoire, le but vainqueur fut inscrit par Luis Alberto Cubilla, futur entraîneur à succès de l'Olimpia.

### Les années dorées (1975-1986)
L'élection d'un nouveau président, Osvaldo Dominguez Dibb, en 1975 marque un moment important dans l'histoire du club. Il choisit Luis Alberto Cubilla comme nouvel entraîneur et remporte en 1979 la première Copa Libertadores de son histoire, en battant les Argentins de Boca Juniors en finale. Le match aller fut gagné 2-0 à Asunción, ce qui permit à l'Olimpia de se déplacer dans le chaudron de La Bombonera avec une tactique résolument défensive, qui se révéla payante puisque l'Olimpia ramena un 0-0 qui fit de lui le meilleur club sud-américain. La même année, l'Olimpia remporte la Copa Interamericana en battant le Club Deportivo FAS du Salvador 8-3 sur l'ensemble des deux matchs (3-3 à l'extérieur puis 5-0) et la Coupe intercontinentale en battant le finaliste de la Ligue des champions (le vainqueur Nottingham Forest ayant refusé de se déplacer), les Suédois de Malmö FF, 3-1 sur l'ensemble des deux matchs. Les succès de l'Olimpia ne se limitent pas à la scène internationale, de 1978 à 1983 l'équipe remporte 6 championnats consécutifs, battant ainsi une nouvelle fois leur record.

### Le succès continu (1986 - 2000)
Après la victoire de 1979 en Copa Libertadores, les supporters vont être privés de victoires internationales. Alors, le président du club, Osvaldo Dominguez Dibb, consent à un effort financier en recrutant l'attaquant paraguayen Raúl Vicente Amarilla qui évoluait avec succès dans le Championnat d'Espagne depuis plusieurs années. La réussite ne mettra pas longtemps à revenir puisque dès 1989 l'Olimpia atteint de nouveau la finale de la plus prestigieuses des compétitions continentales mais s'incline contre l'Atlético Nacional. Les Paraguayens prendront leur revanche dès l'année suivante, en éliminant l'équipe colombienne en demi-finale avant d'affronter, lors de l'ultime match, le Barcelona de Guayaquil. Les Équatoriens vont s'incliner 2-0 au Paraguay avant de concéder le nul chez eux 1-1. C'est donc la deuxième victoire de l'Olimpia en Copa Libertadores, avec une équipe des joueurs aussi bons que Ever Hugo Almeida, Gabriel González, Adriano Samaniego, Cristóbal Cubilla et bien sûr Raúl Vicente Amarilla. En plus de cela, l'Olimpia va remporter, toujours en 1990, la Supercopa Sudamericana, tournoi réservé aux meilleures équipes d'Amérique du Sud. Ils battent en finale le Nacional de Montevideo sur le score de 6-3. Grâce à sa double victoire en Libertadores et en Supercopa, l'Olimpia est déclarée vainqueur de la Recopa Sudamericana 1990. En revanche, ils s'inclineront en Coupe intercontinentale contre le Milan AC 3-0. Malgré tout, les succès répétés de 1979 et 1990 installent définitivement l'Olimpia comme une grande équipe du continent. En 1991, l'Olimpia arrive de nouveau en finale de la Copa Libertadores mais perd contre les Chiliens de Colo Colo. Sur le plan national, 8 nouveaux titres vont tomber dans l'escarcelle du club, dont 4 consécutivement entre 1997 et 2000.

### Le centenaire et le présent (2000 - présent)

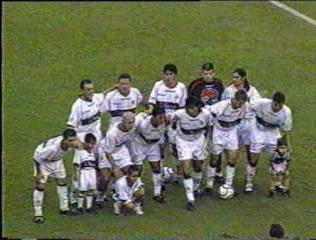
L'équipe en 2002 lors d'un match de Libertadores

Le 25 juin 2002, l'Olimpia Asuncion célèbre son centenaire de la meilleure des façons, en remportant une troisième Copa Libertadores. L'équipe entraînée par Nery Pumpido remporte la finale de l'édition 2002 contre les Brésiliens de São Caetano aux tirs au but (4-2) après ne pas avoir réussi à se départager sur l'ensemble des deux matchs (2-2). Dans la foulée, l'Olimpia remporte la Recopa Sudamericana 2002 (mais jouée en 2003) en battant San Lorenzo (Argentine) sur le score de 2-0. Comme en 1990, ils s'inclinent en Coupe intercontinentale contre le Real Madrid.
Le club rentre dans le rang par la suite et il faudra attendre onze années avant de voir l'Olimpia être à nouveau sacré en championnat national avec son titre de seconde partie de championnat, le Clausura 2011. Deux ans plus tard, sous la houlette de Ever Almeida, il joue une septième finale de Copa Libertadores contre l'Atlético Mineiro de Ronaldinho mais s'incline 3-4 aux tirs au but (2-2 sur l'ensemble des deux matchs).

## Palmarès
| Compétitions nationales | Compétitions internationales |
| --- | --- |
| - Championnat du Paraguay (46) : - Champion : 1912, 1914, 1916, 1925, 1927, 1928, 1929, 1931, 1936, 1937, 1938, 1947, 1948, 1956, 1957, 1958, 1959, 1960, 1962, 1965, 1968, 1971, 1975, 1978, 1979, 1980, 1981, 1982, 1983, 1985, 1988, 1989, 1993, 1995, 1997, 1998, 1999, 2000, Clausura 2011, Clausura 2015, Apertura 2018, Clausura 2018, Apertura 2019, Clausura 2019, Clausura 2020, Clausura 2022, Clausura 2024 - Coupe du Paraguay (1) : - Vainqueur : 2021 - Finaliste : 2018 - Supercoupe du Paraguay (1) : - Vainqueur : 2021 - Finaliste : 2022 | - Coupe intercontinentale (1) : - Vainqueur : 1979. - Finaliste : 1990 et 2002. - Copa Libertadores (3) : - Vainqueur : 1979, 1990, 2002. - Finaliste : 1960, 1989, 1991, 2013. - Recopa Sudamericana (2) : - Vainqueur : 1991 et 2002. - Supercopa Sudamericana (1) : - Vainqueur : 1990. - Copa Interamericana (1) : - Vainqueur : 1980. - Copa Master de Supercopa : - Finaliste : 1994. |

## Rivaux historiques
Le plus gros rival de l'Olimpia est Cerro Porteño. Depuis plus de 90 ans[précision nécessaire], le match opposant les deux équipes est le Super Clásico du pays. La rivalité est forte, les deux équipes ayant remporté 86 victoires chacune pour 75 nuls. Les autres clásicos du football paraguayen oppose l'Olimpia au Club Guaraní (appelé el clásico más añejo, soit « le plus vieux derby » puisque les deux équipes sont les deux plus anciennes du pays) et au Club Libertad (appelé el clásico blanco y negro en raison de la couleurs des deux équipes). À l'échelle continentale, les ennemis de l'Olimpia sont Boca Juniors (Argentine), Peñarol (Uruguay) et Nacional (Uruguay).

## Personnalités du club

### Joueurs emblématiques
- Aurelio González (El Gran Capitán)
- Julio César Enciso
- Ricardo Tavarelli
- Julio César Romero (Romerito)
- Sergio Goycochea (El Goyco)
- Jorge Guasch
- José Saturnino Cardozo (El Pepe)
- Rogelio Delgado
- Juan Bautista Agüero
- Ever Hugo Almeida
- Celso Ayala
- Denis Caniza
- Roque Santa Cruz
- Carlos Humberto Paredes
- Miguel Ángel Benítez (El Peque)
- Julio César Caceres (Emperador)

### Entraîneurs emblématiques
- Aurelio González
- Sergio Markarián
- Aníbal « Maño » Ruiz
- Luis Alberto Cubilla
- Gustavo Benítez
- Nery Pumpido
- Oswaldo Piazza (1992-1994)

## Autres sports
L'Olimpia Asuncion s'illustre également dans d'autres sports : la boxe, la natation, le tennis et le handball. L'Olimpia a également une équipe de futsal qui évolue en première division.

### Basket-ball
Tout comme pour le football, l'Olimpia Asuncion est le meilleur club paraguayen de basket-ball. Depuis 1937, le club a gagné 29 titres de Champion du Paraguay, dont 12 consécutivement de 1946 à 1957.

#### Palmarès
- Championnat du Paraguay : 1937, 1942, 1943, 1944, 1945, 1946, 1947, 1948, 1949, 1950, 1951, 1952, 1953, 1954, 1955, 1956, 1957, 1959, 1960, 1966, 1970, 1971, 1973, 1976, 1978, 1980, 1981, 1988, 1992, 1994
- Championnat d'Amérique du Sud : 1947